# Шапсугский национальный район
Шапсугский национальный район — национальный район в составе Краснодарского (в 1924—1934 — Северо-Кавказского, в 1934—1937 Азово-Черноморского) края, существовавший в 1924—1945 годах.
Район был образован 6 сентября 1924 года на территории Черноморского округа, населённой преимущественно шапсугами (около 3,4 тыс. чел.). Центром района первоначально был город Туапсе. После образования района началось выселение армян и русских, которое было остановлено властями края
По состоянию на начало 1925 года район делился на 4 сельсовета: Карповский, Кичмай, Красно-Александровский и Псеушхо. Население района в том же году составляло 3049 чел., а площадь — 462 км².
В 1930 центр района был перенесён во 2-й Красно-Александровский аул (Калеж), а в 1931 в Совет-Квадже. В 1934 район делился на 8 сельсоветов: Камир-Астовский, Карповский, Кичмайский, Красно-Александровский, Лазаревский, Псебинский, Псеушховский и Совет-Квадже.
В конце 1930-х годов термин «национальный район» перестаёт употребляться и район называется просто Шапсугским. К 1941 году в районе стало 7 сельсоветов: Камир-Астовский, Кичмайский, Красно-Александровский, Лазаревский, Макопсинский, Марьянский и Псеушховский.
27 мая 1945 года Шапсугский район был переименован в Лазаревский район Краснодарского края.
1 декабря 1990 года I съезд причерноморских адыгов (шапсугов) принял «Декларацию об образовании Шапсугского национального района», однако эта инициатива не нашла поддержки властей.